# Bernat Obrador Billon
Bernat Obrador Billon   (Palma, 1881 - Madrid, 1947) va ser un escriptor, professor i periodista mallorquí.
En el Primer Congrés Internacional de la Llengua Catalana va presentar la ponència «L'ús dels verbs auxiliars catalans» en nom del seu pare, Mateu Obrador. Aquesta va ser esmentada amb contundència per Pompeu Fabra. A parer d'Antoni Maria Alcover, Bernat Obrador tenia «dots superiors» per a les «qüestions gramaticals».
Va viure gairebé trenta anys a Amèrica, on va ser professor de geografia d'aquell continent. El fruit de la seva experiència és el llibre Las Repúblicas hispano-americanas (Espasa-Calpe, 1934). Era una nova edició del manual de geografia homònim d'Emilio H. del Villar i la ressenya publicada en el diari La Prensa —l'únic en castellà que es publicava a Nova York— en feia una crítica molt elogiosa:
| « | (castellà) Es este manual de geografía americana más completo, dentro de su necesaria concisión, que existe en la actualidad; desprovista de esos errores tan corrientes en personas poco conocedoras de los países que estudian y de la evolución constante de los mismos. | (català) Aquest manual de geografia americana és el més complet que existeix actualment, entenent la seva necessària concisió; desproveït d'aquells errors tan corrents en persones poc coneixedores dels països que estudien i de la seva constant evolució. | » |

Durant la Guerra Civil espanyola, Obrador va ser redactor d'El Socialista, òrgan d'expressió oficial del Partit Socialista Obrer Espanyol (PSOE), que aleshores era un diari matutí. Va ser represaliat pel franquisme i el seu nom apareix en el llistat de procediments judicials incoats per la justícia militar durant la postguerra, que es conserva a l'Arxiu Històric de Defensa espanyol, amb el número de sumari 63899. Va ser condemnat a la pena de mort, però li va ser commutada i el 25 de setembre de 1943 se li va concedí «el benefici de la llibertat condicional».